# John Berends
Johannes Cornelius Gerardus Maria (John) Berends (Zwolle, 26 april 1956) is een Nederlands pedagoog, bestuurskundige, politicus en bestuurder. Hij is lid van het CDA. Hij was commissaris van de Koning in Gelderland (2019-2023) en burgemeester van Apeldoorn (2012-2019) en Harderwijk (2005-2012).

## Studieloopbaan
Berends ging van 1968 tot 1975 naar de mavo en havo aan het Thomas a Kempis Lyceum in Zwolle. Van 1975 tot 1978 volgde hij de lerarenopleiding basisonderwijs aan de Comenius Academie in Zwolle. Hij studeerde van 1978 tot 1984 pedagogiek en onderwijskunde aan de Rijksuniversiteit Groningen en volgde bijvakken in economie en sociologie. Van 1992 tot 1994 volgde hij een postdoctorale opleiding in bestuurskunde aan de Nederlandse School voor Openbaar Bestuur in Den Haag.

## Maatschappelijke en politieke loopbaan
Van 1980 tot 1984 was hij student-assistent bij de hoogleraar Jo Ritzen en de secretaris van de Rijksuniversiteit Groningen. Hij werkte van 1985 tot 1998 in diverse managementfuncties binnen het Landelijk Selectie- en Opleidingsinstituut Politie (LSOP), voorloper van de Politieacademie. Verder was hij actief in de lokale politiek van Zwolle; van 1986 tot 2002 als gemeenteraadslid, van 1986 tot 1998 als fractievoorzitter van het CDA en van 1998 tot 2005 als wethouder en locoburgemeester met in zijn portefeuille financiën, ruimtelijke ordening, vastgoed en cultuur.

## Burgemeester van Harderwijk en Apeldoorn
Op 1 maart 2005 volgde Berends zijn installatie als burgemeester van Harderwijk en in maart 2011 begon Berends daar aan zijn tweede termijn. Op 19 maart 2012 werd hij door de gemeenteraad van Apeldoorn unaniem voorgedragen als nieuwe burgemeester. Hij werd daar op 24 mei geïnstalleerd. Bij zijn vertrek als burgemeester van Harderwijk schonk Berends de stad een stadspomp welke geplaatst werd op de Vischmarkt.
Samen met zijn opvolger Harm-Jan van Schaik organiseerde Berends bij wijze van 1 april grap de onaangekondigde nachtelijke verhuizing van het beeld van een gorilla, gemaakt door kunstenaar Patrick Visser, van een rotonde in Harderwijk naar de ingang van de Apenheul in zijn nieuwe standplaats Apeldoorn. Op 19 december 2014 werd hij voorzitter van de CDA-Bestuurdersvereniging. Op 31 januari 2019 werd hij benoemd tot ereburger van Apeldoorn.

## Commissaris van de Koning in Gelderland
Op 11 december 2018 werd Berends door de Provinciale Staten van Gelderland voorgedragen voor de functie van commissaris van de Koning in die provincie als opvolger van de aftredende Clemens Cornielje. Op 21 december 2018 heeft de ministerraad besloten Berends voor te dragen voor benoeming per 6 februari 2019. Op 23 januari 2019 werd Berends beëdigd door de koning. Op 6 februari 2019 volgde zijn installatie. In september 2022 volgde Ralph Diederen hem op als voorzitter van de CDA Bestuurdersvereniging.

### Opspraak en aftreden
Berends kwam in september 2023 in opspraak nadat ambtenaren klaagden over volgens hen door Berends gepleegd grensoverschrijdend gedrag en een door hem veroorzaakte angstcultuur in het provinciehuis. Berends zei zich niet te herkennen in de geschetste beelden en vroeg in de Provinciale Staten om een onafhankelijk onderzoek. Daartoe werd besloten en op 21 september dat jaar legde Berends zijn taken neer voor in elk geval de duur van het onderzoek. Lopende het onderzoek was Henri Lenferink waarnemend CvK. Het onderzoek werd uitgevoerd door KPMG, dat in februari 2024 verklaarde voldoende aanleiding te zien voor verder onderzoek.
In de Statenvergadering op 19 juni 2024 werd het onderzoeksrapport van KPMG gepresenteerd, waarin Berends naar eigen zeggen werd vrijgepleit. Volgens het rapport gaf hij op een stevige en directe manier feedback, waardoor hij op sommigen bedreigend overkwam. Er werden echter geen aanwijzingen gevonden voor beschuldigingen van woede-uitbarstingen waar Gelderse ambtenaren over gesproken hadden. Benoemd werd dat Berends zijn stem kon verheffen, maar: "Geen van de geïnterviewden is getuige geweest van of heeft directe ervaringen met situaties waarbij betrokkene met deuren slaat of zich te buiten gaat aan scheldpartijen, zoals in de mediaberichten wordt gesteld". Ook werden in de interviews geen gevallen van seksueel intimiderend gedrag, agressie of pesten gemeld.
Een meerderheid van de politieke partijen zag toch geen heil in Berends' terugkeer. Uit het debat bleek dat veel partijen twijfelden over zijn positie, omdat er sprake zou zijn van een verstoorde relatie tussen Berends en het ambtelijk apparaat; ambtenaren voelden zich bij hem onveilig. Dezelfde dag nog besloot Berends niet terug te keren in zijn functie en zijn werkzaamheden neer te blijven leggen tot het einde van zijn ambtstermijn.
Berends heeft zich via organisatieadviesbureau Berenschot beschikbaar gesteld om als waarnemer op te treden zodra een burgemeester of commissaris van de Koning uitvalt. Ook wil hij adviseren als ingehuurd consultant.

## Persoonlijk
Berends is getrouwd en heeft twee dochters en een zoon.